# Marmosa perplexa
Marmosa perplexa — вид південноамериканських ссавців з родини опосумових (Didelphidae). Країни проживання: Еквадор, Перу.

## Характеристики
Цей вид опосумів досягає довжини голови й тулуба від 11,5 до 15 см, хвоста – від 17,8 до 20,4 см, а ваги – від 35 до 43 г. Хвіст становить від 135% до 168% довжини голови й тулуба. Задні лапи мають довжину від 22 до 25 мм, а вуха — від 21 до 25 мм. Волосяний покрив на спині та з боків тіла тьмяно-темно-коричневий. Волоски на середині спини мають довжину від 11 до 13 мм. Хутро на животі сіре. Верхня поверхня задніх лап вкрита коротким світлим волоссям, хоча у деяких екземплярів воно темне. Перші 2 см хвоста вкриті волоссям довжиною близько 5-6 мм; решта — безволосе. Безволоса ділянка хвоста темна. При погляді зверху череп дуже вузький.

## Середовище
На південному заході Еквадору та північному заході Перу рослинність утворює складну мозаїку вічнозелених лісів, напівлистяних лісів, сухих лісів та посушливих чагарників. Вологі ліси, що зустрічаються вузькою смугою біля передгір'їв Анд, зволожуються туманами, що піднімаються з течії Гумбольдта. Рослинність у вологих лісах включає фігові дерева, невеликі деревоподібні папороті та бамбук (Chusquea).

## Статті з теми
- Anthony, H.E. 1922-03-04. Preliminary report on Ecuadorean mammals. No. 2. American Museum Novitates 32:1–6
- Voss, R. S., Gutiérrez, E. E., Solari, S., Rossi, R. V., & Jansa, S. A. (2014). Phylogenetic relationships of mouse opossums (Didelphidae, Marmosa) with a revised subgeneric classification and notes on sympatric diversity. American Museum Novitates, 2014(3817), 1–27
- Voss, Robert S., et al. "A revision of the didelphid marsupial genus Marmosa. Part 2, Species of the rapposa group (subgenus Micoureus). (Bulletin of the American Museum of Natural History, no. 439)." (2020)
- Voss, R. S. & Giarla, T. C. (2021) A revision of the didelphid Marsupial genus Marmosa Part 3. A new species from Western Amazonia, with the redescription of M. perplexa Anthony, 1922, and M. germana O. Thomas, 1904. American Museum Novitates, 3969, 1–28
- Voss, R. S. (2022). An Annotated Checklist of Recent Opossums (Mammalia: Didelphidae). Bulletin of the American Museum of Natural History, 455(1), 1–76